# Пальмський метрополітен
Метрополітен Пальми (ісп. Metro de Palma de Mallorca) — система метро в місті Пальма, столиці Балеарських островів, Іспанія. Відкритий 25 квітня 2007 року.

## Історія
Будівництво розпочалося 9 серпня 2005 року. Початкова дистанція мала 9 станцій та 7,2 км завдовжки. Розширення системи відбулося 13 березня 2013 року, було відкрито ще 8,35 км.

## Лінії
Система метро складається з однієї роздвоєної лінії. Використовується вузька колія шириною 1000 мм. У місті 8 підземних станцій мілкого закладення, решта наземні. Живлення потягів метро здійснюється від повітряної контактної мережі, а не від третьої рейки. Типова станція має довжину 80 метрів і берегові платформи.

## Режим роботи
Працює з 6:15 до 22:50. Інтервал у годину пік 15 хвилин, у решту часу 30 хвилин.

## Галерея

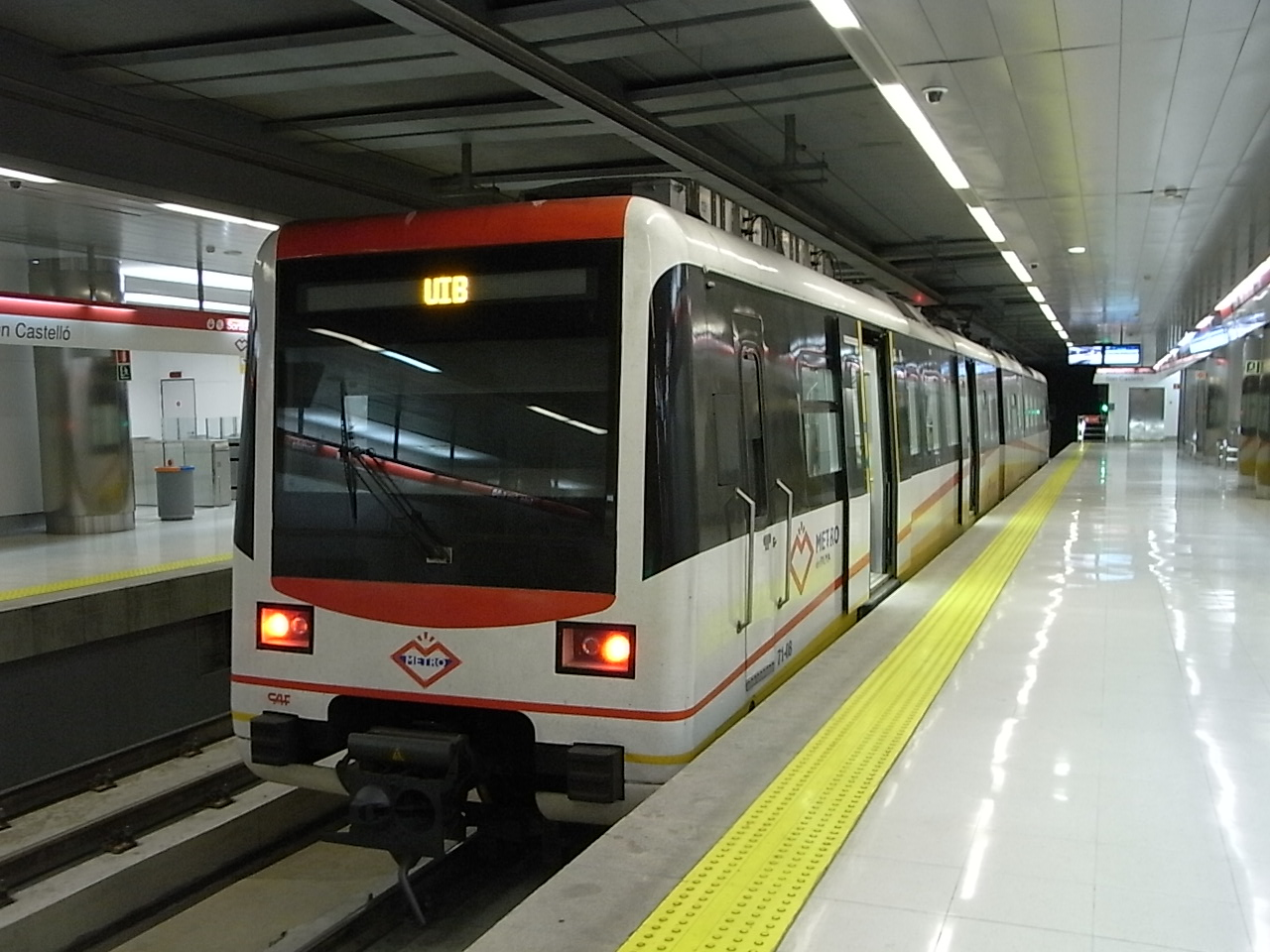
Станція Son Castelló
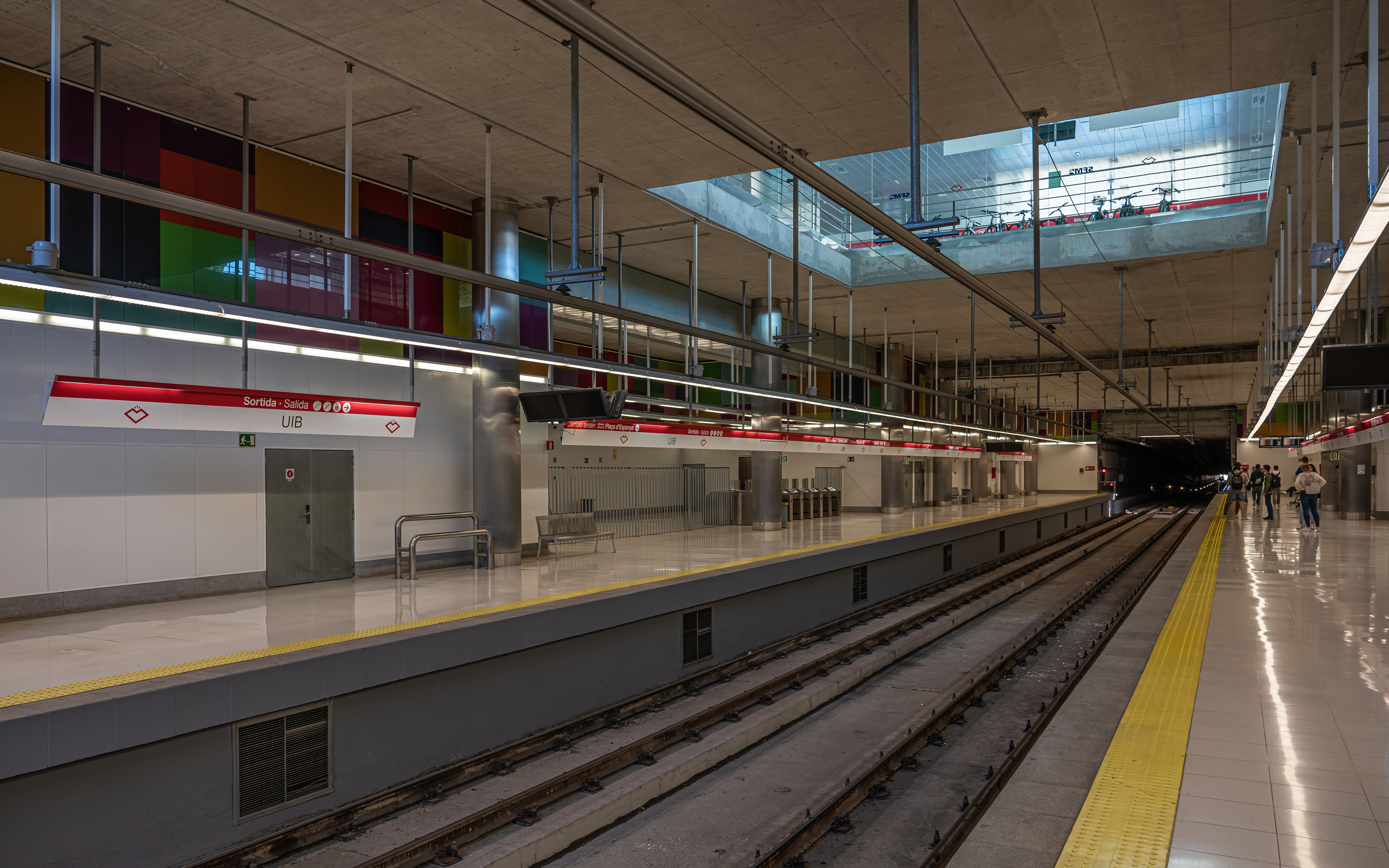
Типова станція метро
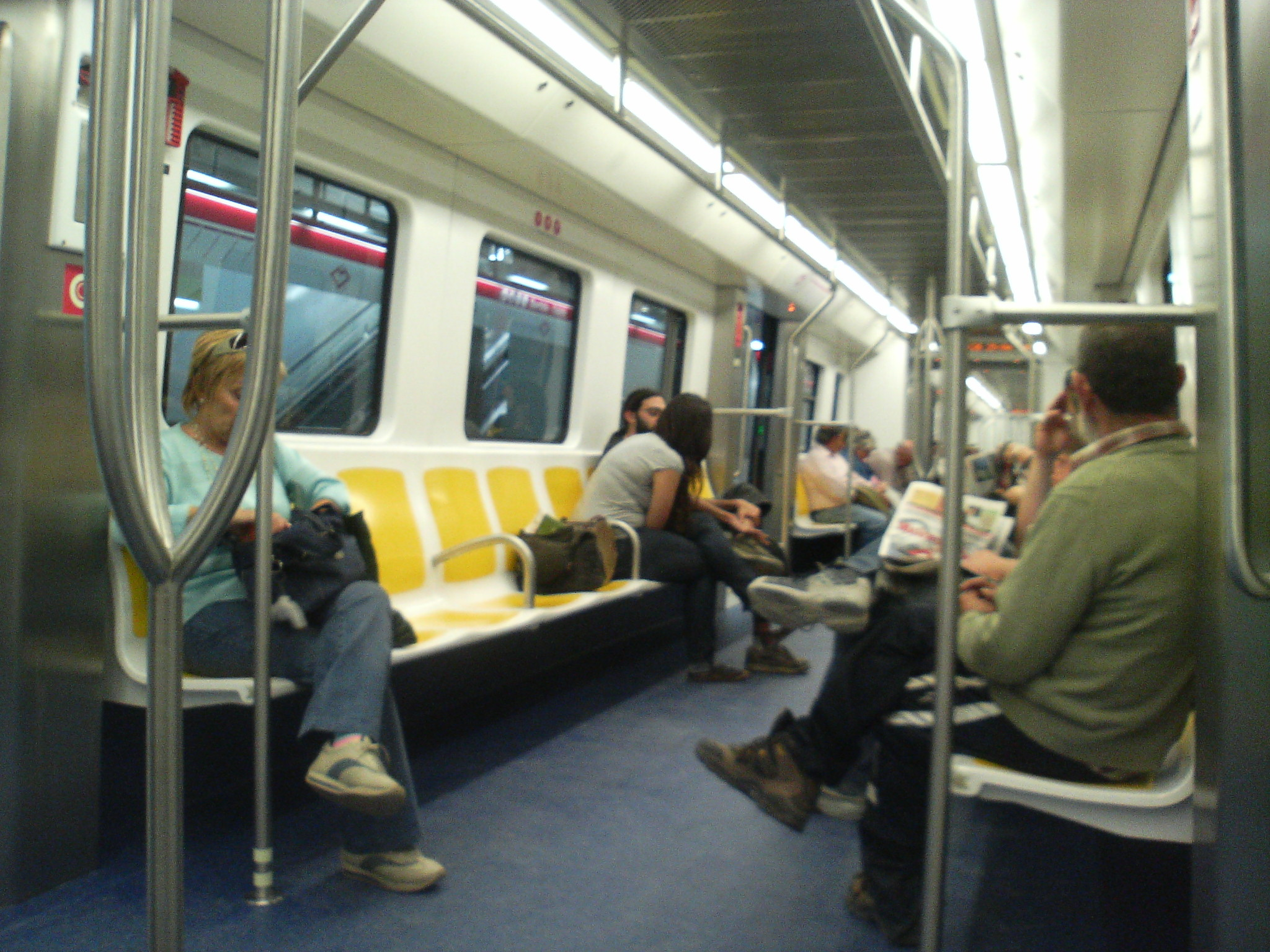
Всередині вагона